# Udo Hebesberger
Udo Hebesberger (* 15. Dezember 1981) ist ein österreichischer Politiker der Sozialdemokratischen Partei Österreichs (SPÖ). Vom 21. Jänner 2020 bis zum 18. Dezember 2024 war er Abgeordneter zum Landtag Steiermark.

## Leben
Udo Hebesberger wuchs im Lungau im Bundesland Salzburg auf und besuchte das Bundesoberstufenrealgymnasium (BORG) in Murau in der Steiermark, wo er von 1998 bis 2000 auch Schulsprecher war. Außerdem war er von 1999 bis 2001 steirischer Landesvorsitzender der Aktion kritischer Schüler_innen (AKS).
Bei der Gemeinderatswahl 2004 kandidierte er in Tamsweg auf dem zehnten Listenplatz, erhielt durch die Vorzugsstimmen ein Direktmandat und war dort bis 2009 Gemeindevertreter der SPÖ. Von 2004 bis 2006 war er auch Bezirksvorsitzender der Jusos Lungau. Nach verschiedenen Jobs im Gastgewerbe und als Zusteller bei der Österreichischen Post AG war er bis Herbst 2012 bei der SPÖ Steiermark angestellt, von 2005 bis 2010 war er in Graz Landesgeschäftsführer der Sozialistischen Jugend Steiermark. Während dieser Zeit holte er am Abendgymnasium in Klagenfurt am Wörthersee die Matura als Externist nach.
2008/09 übersiedelte er nach Raaba, wo er von 2012 bis zur Zusammenlegung der Gemeinde im Zuge der steiermärkischen Gemeindestrukturreform dem Gemeinderat angehörte. Ende 2014 wurde er SPÖ-Ortsparteivorsitzender der fusionierten Gemeinde Raaba-Grambach, wo er seit der Gemeinderatswahl 2015 Mitglied des Gemeinderates ist. Von November 2012 bis 2015 war er im Bereich Öffentlichkeitsarbeit bei Landesrätin Bettina Vollath tätig, von 2015 bis 2019 war er Referent für Jugend und Öffentlichkeitsarbeit bei Landesrätin Ursula Lackner.
Bei der Nationalratswahl 2013 und Nationalratswahl 2017 kandidierte er im Regionalwahlkreis Graz und Umgebung und bei der Landtagswahl 2015 im Landtagswahlkreis 1 (Graz und Umgebung). Bei der Landtagswahl 2019 kandidierte er im Landtagswahlkreis 1 auf dem fünften Listenplatz sowie auf Platz 21 der Landesliste. Am 21. Jänner 2020 wurde er in der zweiten Sitzung der XVIII. Gesetzgebungsperiode als Abgeordneter zum Landtag Steiermark angelobt. Er rückte für ein SPÖ-Regierungsmitglied der im Dezember 2019 gebildeten Landesregierung Schützenhöfer II nach. Im SPÖ-Landtagsklub fungierte er als Bereichssprecher für Jugend und Sport. Nach der Landtagswahl 2024 schied er mit 18. Dezember 2024 aus dem Landtag aus.
Sein Großvater Florian Spreitzer war Bezirkssekretär der SPÖ im Lungau, seine Tante Monika Sodar war SPÖ-Vizebürgermeisterin in Tamsweg.